# Tännassilma (Türi)
Tännassilma est un des 35 villages de la commune de Türi,  du comté de Järva en Estonie.
Au 1er janvier 2012, le village comptait 45 habitants, sur un total de 9689 dans l'ensemble de la commune.